# Małecz
Małecz est un village de la gmina de Lubochnia, dans le powiat de Tomaszów Mazowiecki, dans la voïvodie de Łódź en Pologne.

## Personnalités
Jan Szczepański (1939-2017), boxeur, champion olympique en 1972, y est né.